# Тобурданово
Тобурда́ново (чув. Сиккасси) — село в Канашском районе Чувашской Республики. Административный центр Тобурдановского сельского поселения.

## География
Село находится в центральной части Чувашии, в пределах Чувашского плато, в зоне хвойно-широколиственных лесов, на берегах реки Урюм, на расстоянии примерно 15 километров (по прямой) к юго-востоку от города Канаша, административного центра района. Абсолютная высота — 114 метров над уровнем моря.

### Климат
Климат характеризуется как умеренно континентальный, с продолжительной снежной зимой и тёплым летом. Среднегодовая температура воздуха — 3 °С. Средняя температура воздуха самого тёплого месяца (июля) — 18,7 °C (абсолютный максимум — 37 °C); самого холодного (января) — −13 °C (абсолютный минимум — −42 °C). Безморозный период длится около 143 дней. Среднегодовое количество осадков составляет около 490 мм, из которых 340 мм выпадает в тёплый период.

### Часовой пояс
Село Тобурданово, как и вся Чувашия, находится в часовой зоне МСК (московское время). Смещение применяемого времени относительно UTC составляет +3:00.

## Население
| 2010 | 2012  |
| ---- | ----- |
| 1059 | →1059 |

### Половой состав
По данным Всероссийской переписи населения 2010 года в гендерной структуре населения мужчины составляли 49,4 %, женщины — соответственно 50,6 %.

### Национальный состав
Согласно результатам переписи 2002 года, в национальной структуре населения чуваши составляли 97 % из 1110 чел.

## Уроженцы
Артемьев, Юрий Михайлович - литературовед, критик, доктор филологических наук, профессор.
Маяксем  (Степанов) Леонид Александрович – прозаик, переводчик, член Союза писателей СССР.
Медведев, Геннадий Павлович - театральный артист, драматург, народный артист Чувашской Республики. 
Миттов, Анатолий Иванович (1932-1971) - художник-график, иллюстратор, живописец. 
Ухъянкин Сергей Петрович (1925 – 2003) - педагог, кандидат педагогических наук, доцент, член Союза журналистов СССР. 

## В литературе
В рассказе «Сиккасси хӗрӗ» («рус. Девушка из Сиккасси») чувашского писателя и журналиста Валем Ахун главной героиней явилась уроженка села Тобурданово — комсомолка Кречетникова Клавдия Ивановна, убитая в момент сельского восстания в двадцатые годы прошлого века.

## В изобразительном искусстве
В 1933 художник А.М. Тагаев-Сурпан, работавший в составе одной из Правительственных экспедиций, выполнял зарисовки села. Известны две графические работы, изображающие зимние улицы с крестьянскими избами.
В 1950 - 1960-х художник Анатолий Миттов (1932-1971), уроженец Тобурданово, многократно изображал в своих живописных и графических произведениях сельский пейзаж с характерным разноуровневым расположением улиц, растущими вдоль речки деревьями, традиционными качелями. В его лучших живописных работах были отражены приметные места близ села: кладбище, место традиционного моления у священного дерева, поле, луга, лес. 

## В кино
На одной из главных улиц Тобуданово, рядом с речкой Урюм, снимались массовые постановочные эпизоды короткометражного фильма «Алран кайми / Неразлучные вместе» (Казанская студия кинохроники, 1974). На них запечатлены и жители села в местной традиционной одежде, также показано несколько картин художника Анатолия Миттова.

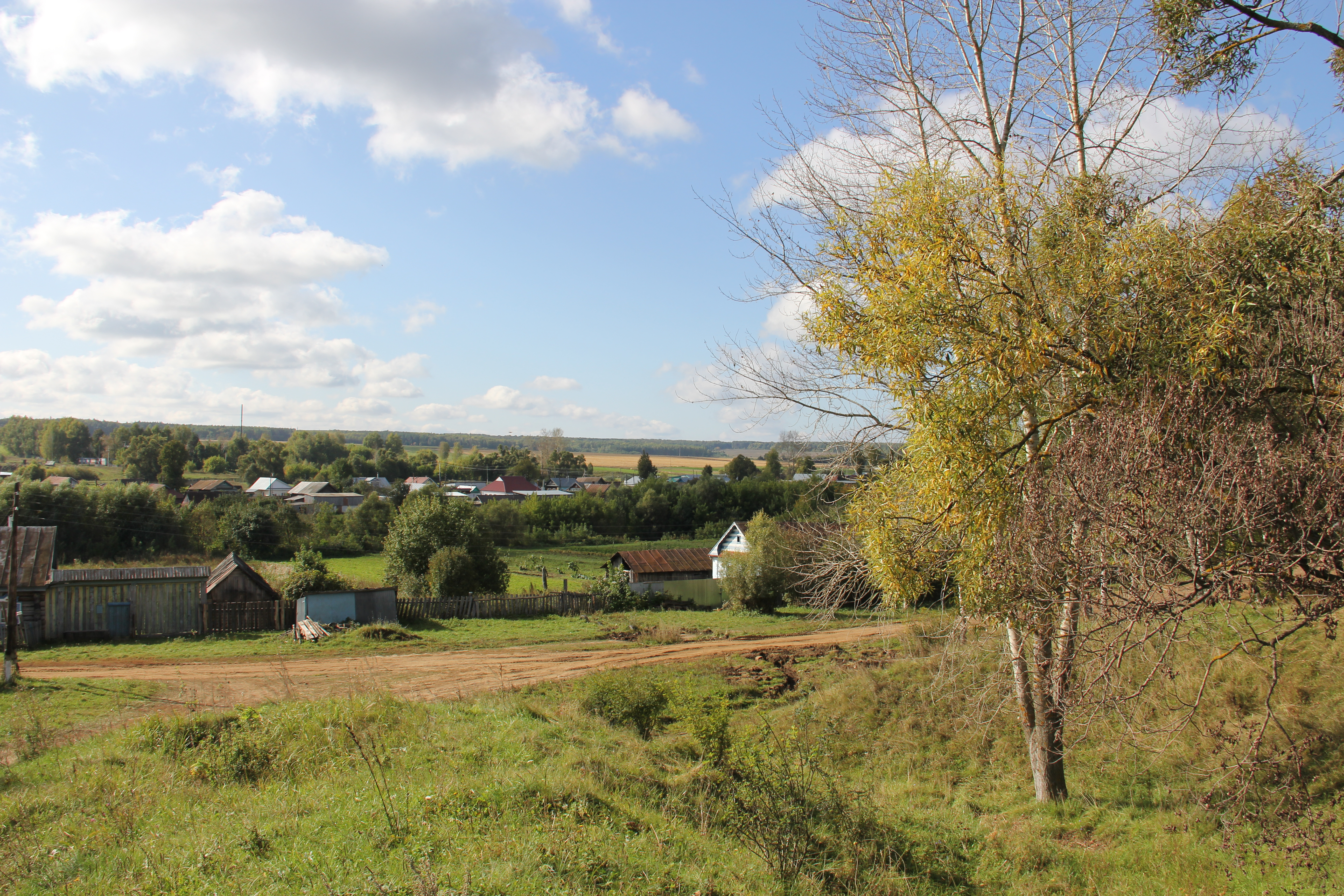
Вид на село с северного косогора. Канашский р-н, с. Тобурданово (Сикаси).
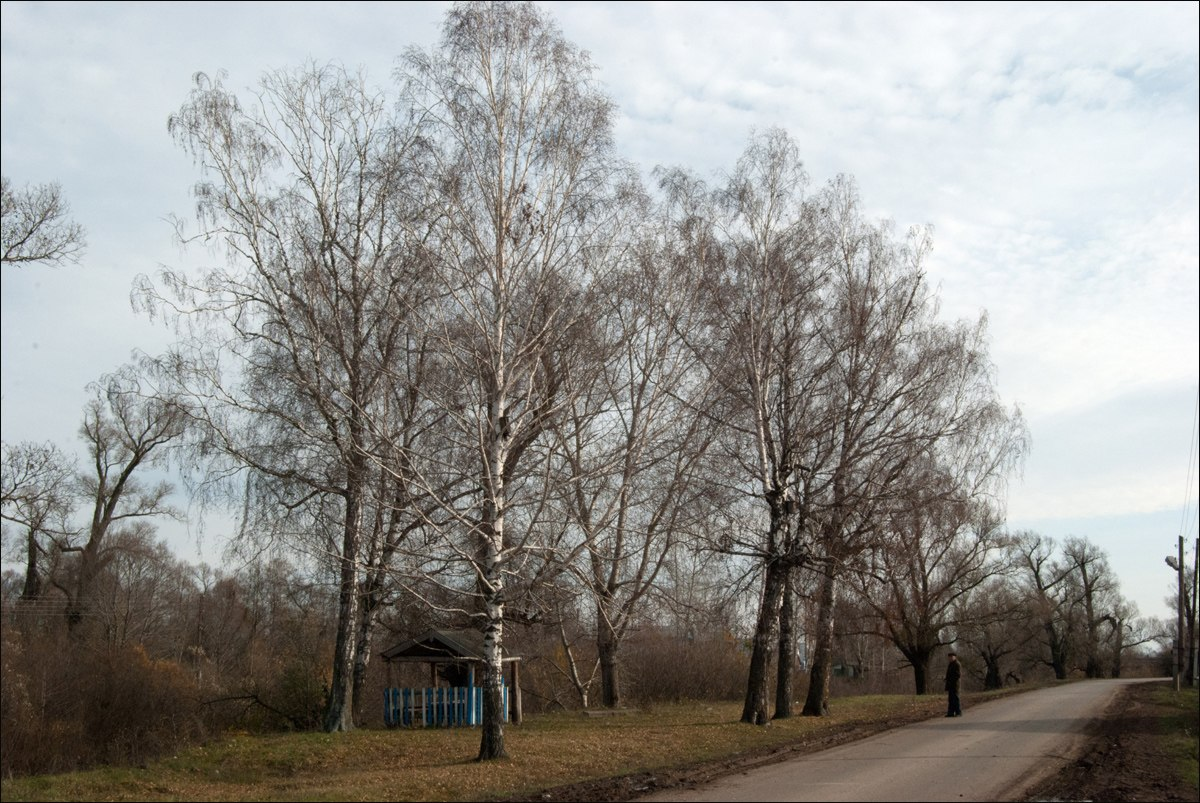
Березы и ветлы вдоль речки Урюм.
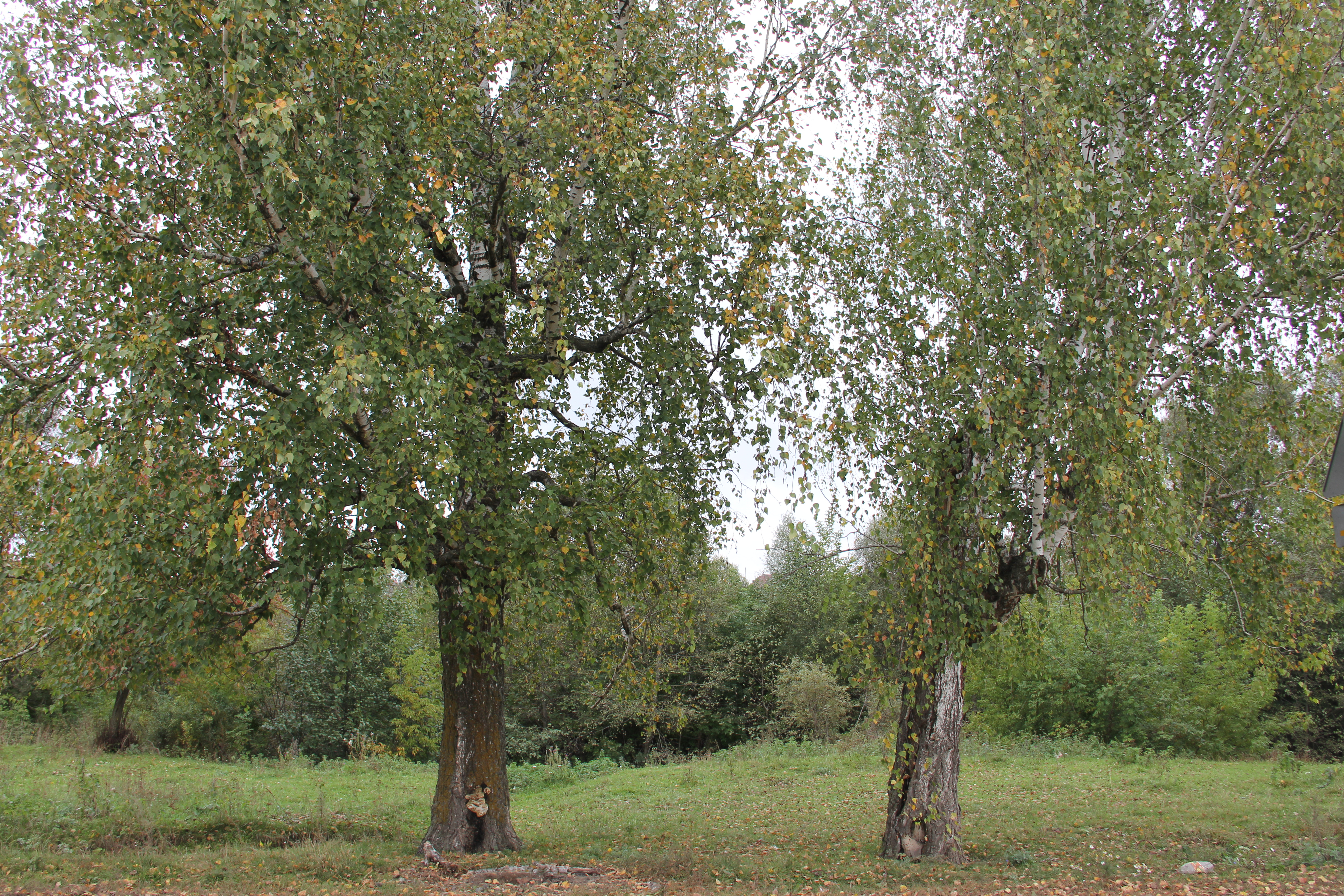
Старые деревья у речки Урюм, место отдыха молодежи. В 1960-70-х между деревьями подвешивались традиционные качели.
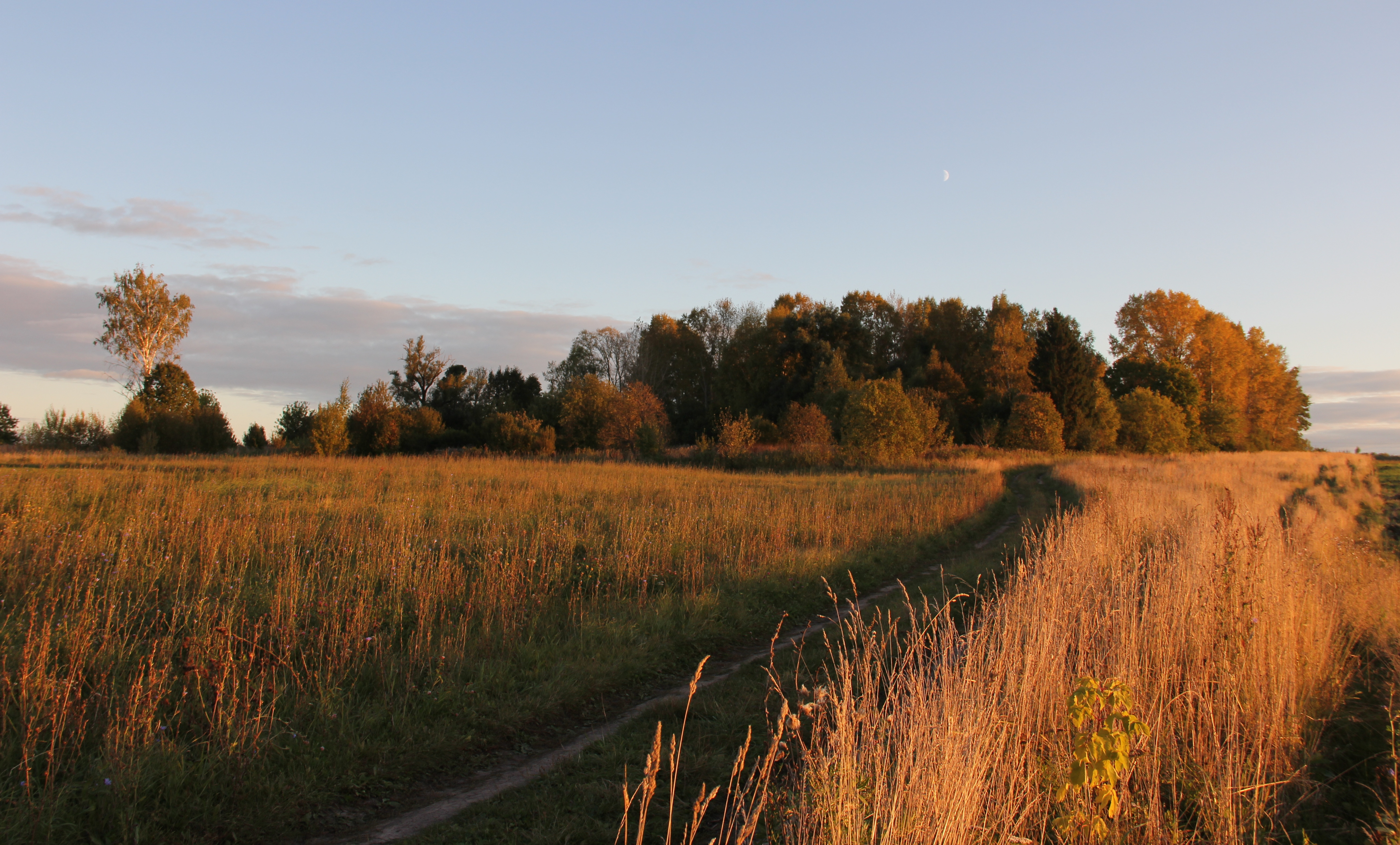
Вид на сельское кладбище.
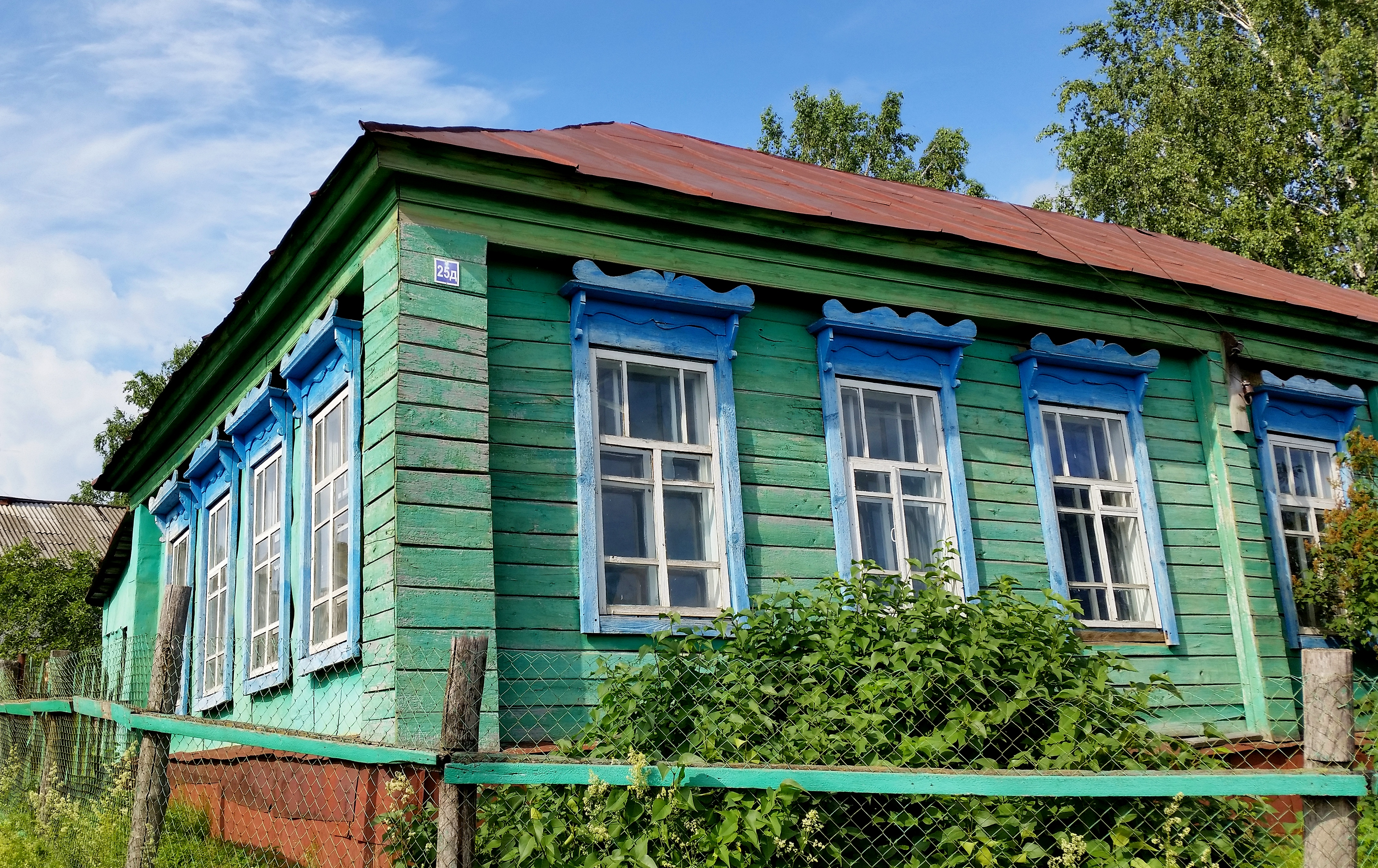
Старое здание начальной школы.
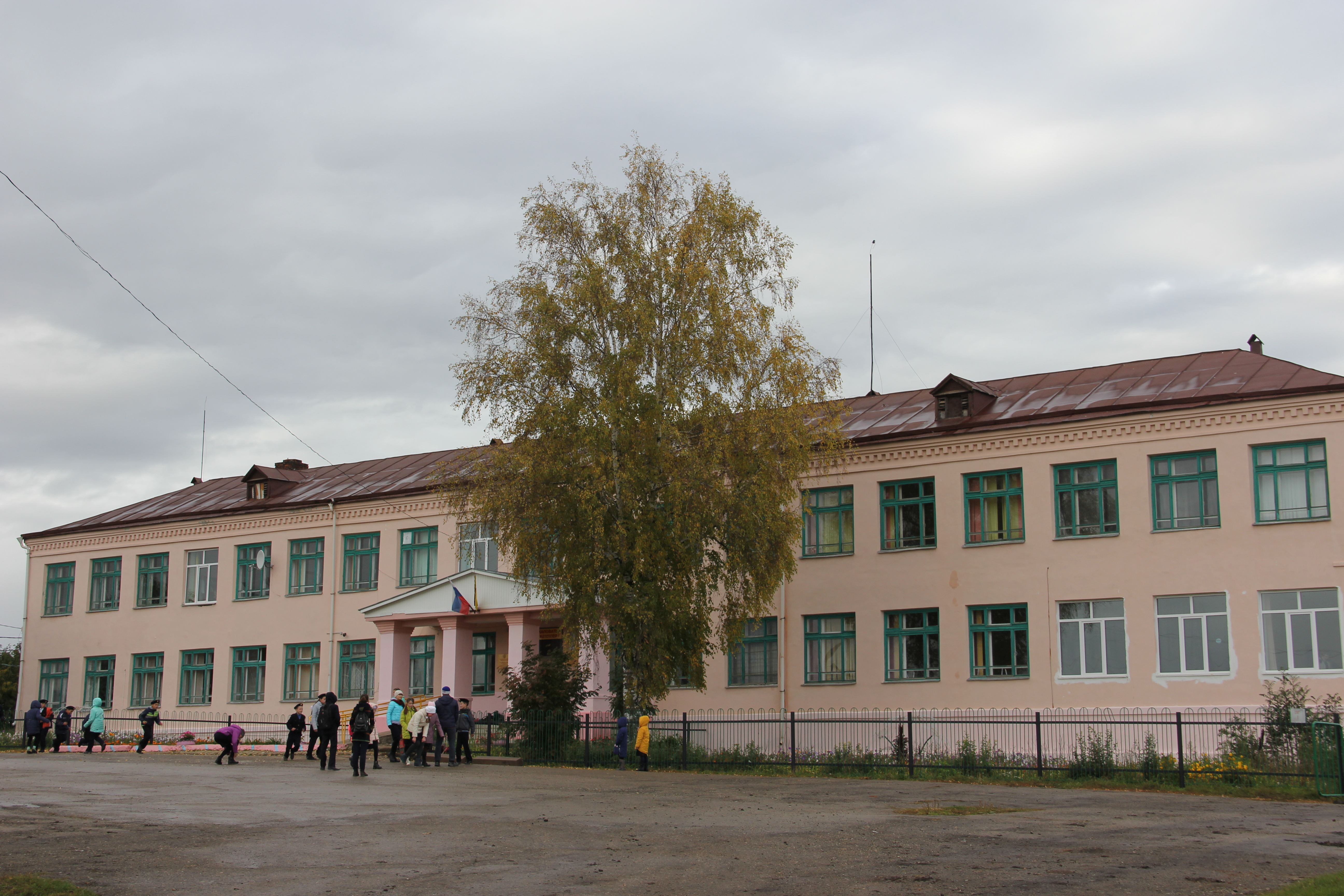
Сельская школа им. Анатолия Миттова.
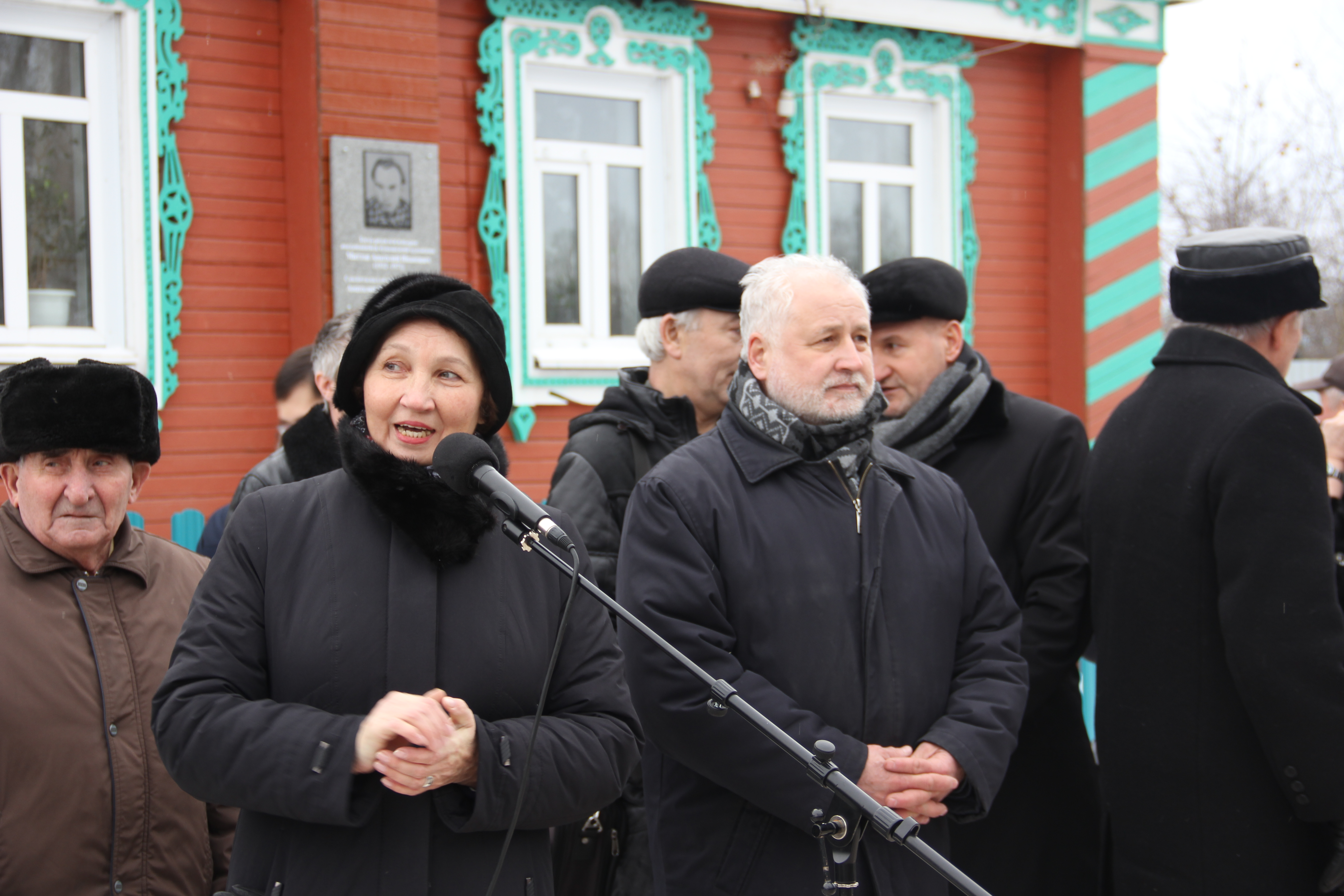
Торжество, посвященное уроженцу села, художнику А.И. Миттову.